# Фьодор Келер
Фьодор Едуардович Келер (на руски: Фёдор Эдуардович Келлер) е руски граф, офицер, генерал-лейтенант. Участник в Руско-турската война (1877-1878). Началник на щаба на Българското опълчение и Българската земска войска.

## Биография
Фьодор Келер е роден през 1850 г. в Русия в семейството на потомствен дворянин. Ориентира се към военното поприще. Завършва Пажеския корпус с производство в първо офицерско звание корнет и назначение в Кавалергардския полк (1868). Завършва Николаевската академия на Генералния щаб на Руската армия (1876).
Участва в Сръбско-турската война (1876). Постъпва като доброволец с военно звание подполковник в Сръбската армия. Проявява се в боевете при Копита, Зайчар и Джунис.
Участник в Руско-турската война (1877-1878). Офицер за особени поръчение в щаба на 11-и армейски корпус. Началник на щаба на дясната колона на Южния отряд с командир генерал-лейтенант Михаил Скобелев. За преминаването през Химитлийския проход е награден с орден „Свети Георги“ IV ст. Бие се храбро при Шейново. За бойно отличие е награден със златно оръжие „За храброст“, орден „Свети Владимир“ IV ст. и орден „Свети Станислав“ II ст.
Началник на щаба на Българското опълчение от 28 януари/9 февруари 1878 г. След подписването на Санстефанския мирен договор е началник на щаба на Българската земска войска.
След войната служи като началник на щаба на 1-ва Гренадирска дивизия. Повишен е във военно звание флигел-адютант от 1879 г. Участва в работата на Международната комисия за определяне границите на Княжество България.
Командир на 4-ти лейбгвардейски императорски батальон (1882). Повишен е във военно звание генерал-майор от 1890 г. Директор на Пажеския корпус (1893-1899). Повишен е във военно звание генерал-лейтенант от 1899 г.
Участва в Руско-японската война (1904-1905). Командир на 2-ри Източносибирски корпус и Източния отряд. Загива на 18 юли 1904 г. в битката при Янзелинския проход.